# Tarenna microcarpa
Tarenna microcarpa là một loài thực vật có hoa trong họ Thiến thảo. Loài này được (Guillaumin) Jérémie miêu tả khoa học đầu tiên năm 1974.